# Zofia Hohenzollern (1568–1622)
Zofia Hohenzollern (ur. 6 czerwca 1568 w Rheinsberg, zm. 7 grudnia 1622 w Dreźnie) – księżniczka brandenburska z dynastii Hohenzollernów, księżna elektorowa Saksonii.
Najmłodsza córka księcia elektora Brandenburgii Jana Jerzego Hohenzollerna i jego drugiej żony - księżniczki Sabiny Hohenzollern (Brandenburg-Ansbach). Jej dwie starsze siostry zostały wydane za mąż za książąt szczecińskich z dynastii Gryfitów: Erdmute za Jana Fryderyka a Anna Maria za Barnima X Młodszego.
25 kwietnia 1582 roku została wydana za mąż za księcia saskiego Krystiana z dynastii Wettynów (linii albertyńskiej), któremu urodziła siedmioro dzieci:
- Krystiana II (1583-1611) - późniejszego księcia elektora Saksonii,
- Jana Jerzego I (1585-1656) - późniejszego księcia elektora Saksonii,
- Annę Sabinę (1686-1686),
- Zofię (1587-1635), późniejsza księżną szczecińską jako żonę księcia Franciszka z dyn. Gryfitów,
- Elżbietę (1588-1589),
- Augusta (1589-1615), żonatego od 1612 roku z księżniczką brunszwicką Elżbietą z dyn. Welfów, bezdzietnego,
- Dorotę (1591-1617), późniejszą ksieni (opatkę) w Quedlinburgu[2].

Po przedwczesnej śmierci męża w 1591 roku, który zmarł w wieku 31 lat, wraz z krewnym Krystiana I z linii ernestyńskiej Wettynów - księciem Fryderykiem Wilhelmem von Sachsen-Weimar sprawowała regencję w imieniu małoletniego syna Krystiana II, co trwało aż do 1601 roku, kiedy to młody elektor został uznany za dorosłego i zaczął samodzielnie rządy.
Zofia była gorliwą luteranką i zwalczała w Saksonii tak zwany "krypto-kalwinizm". Doprowadziła do uwięzienia a następnie stracenia kalwińskiego kanclerza nazwiskiem Nikolaus Krell, stojącego w opozycji do luterańskiej ortodoksji, w związku z czym była przyrównywana przez ortodoksyjnych luteran do postaci biblijnej Judyty z Księgi Judyty, nazywających ją Judytą z Saksonii.
Jako wdowa Zofia mieszkała w tak zwanym Domu Pani Matki (Fraumutterhaus) w Dreźnie lub zamku w Colditz. Miała swoje własne monety - złote dukaty Zofii (Sophiendukaten); miała także do dyspozycji stary kościół Franciszkanów w Dreźnie, ponownie przygotowany do służby Bożej (1599-1610 ), który od jej imienia nazwano Sophienkirche. Ogród Księżnej (Der Herzogin Garten) również zawdzięcza swoją nazwę księżnej elektorowej Zofii.